# 近縁
| ウィキペディアには「近縁」という見出しの百科事典記事はありません（タイトルに「近縁」を含むページの一覧/「近縁」で始まるページの一覧）。 代わりにウィクショナリーのページ「近縁」が役に立つかもしれません。 |